# Mikrobiom

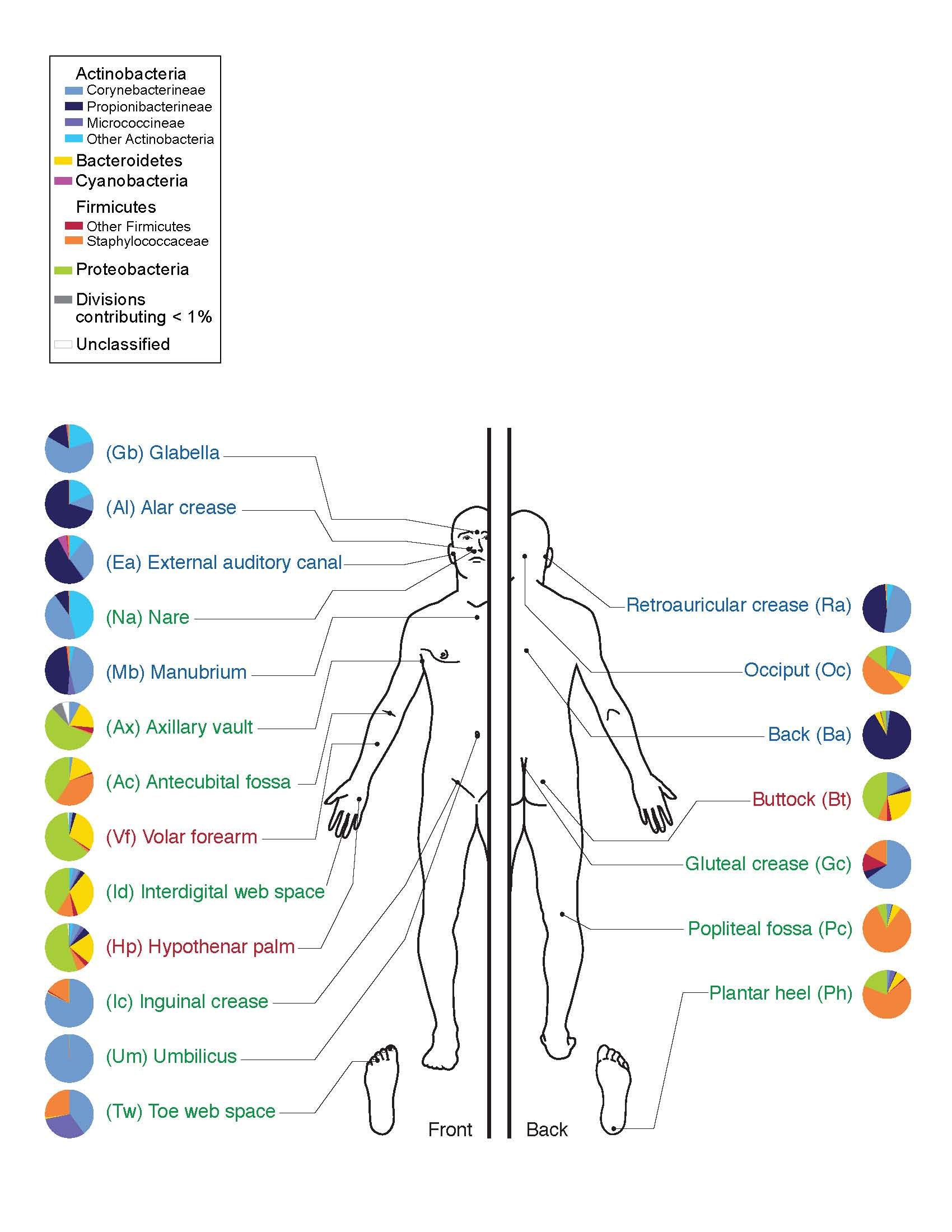
Die Haut des Menschen besiedelnde Mikroorganismen (Hautmikrobiom): Verteilung auf die Körperregionen

Die Ausdrücke Mikrobiom und Mikroflora ( μικρός mikrós ‚klein‘, griechisch βίος bios ‚Leben‘) bezeichnen im weitesten Sinne die Gesamtheit aller Mikroorganismen eines Habitats, welches wohlgemerkt sehr unterschiedlicher Größe sein mag. So kann zum Beispiel die Erde als Ganzes als Habitat aufgefasst werden, wobei das Mikrobiom der Erde in dieser Systematik alle Mikroorganismen umfasst, welche die Erdkruste, die Gewässer und die Erdatmosphäre besiedeln. Mikrobiota ist der Begriff, der die Mikroorganismen einer Gesamtheit bezeichnet.
Häufig wird mit Mikrobiom die Gesamtheit aller Mikroorganismen bezeichnet, die ein vielzelliges Lebewesen natürlicherweise (d. h. ohne Auslösung von Krankheitssymptomen) besiedeln. Es werden auch spezielle Teil-Mikrobiome des Körpers eines solchen Lebewesens (also von bestimmten Körperteilen oder -bereichen) mithilfe der Bezeichnungen „Mikrobiom“ und „Mikrobiota“ beschrieben. Sie werden speziell erforscht, so auch die Wechselwirkungen zwischen diesen Teil-Mikrobiomen eines solchen Lebewesens wie auch zwischen den (Teil-)Mikrobiomen verschiedener solcher Lebewesen (also z. B. zwischen den Mikrobiomen der Münder zweier Kusspartner), etwa im Rahmen der Immunologie.
Mikrobiome von Lebewesen setzen sich aus Bakterien (Bakteriom), Viren (Virom), Pilzen (Mykobiom) und Parasiten (Parasitom) zusammen.

## Mutualismus
Für Lebewesen mit physiologischen Mikrobiomen gilt das Prinzip des Mutualismus. Das lateinische Wort mutuus bedeutet gegenseitig oder wechselseitig und wurde hier gewählt, weil das Vorhandensein eines Mikrobioms (in der Mikrobiologie auch als Flora bezeichnet) für sowohl die beherbergende Seite (Wirt) wie auch die Beherbergten (Gast) Vorteile bedeutet. Man spricht hier auch von einer Gast-Wirt-Beziehung. Für den Gast (also das Mikrobiom) existiert ein geschützter Ort, an dem er leben, sich ernähren und vermehren kann und auch für den Wirt ist ein funktionierendes Mikrobiom eine Quelle von Gesundheit. Viele Stoffwechselprozesse in Makroorganismen (mehrzellige Organismen – z. B. Menschen) wären ohne Mikroorganismen nicht möglich. So ist zum Beispiel bei Menschen der Abbau des roten Blutfarbstoffs (der fortwährend anfällt) in Teilen an Bakterien geknüpft. Der Abfall des Menschen, wird zum Nährstoff der Darmflora. Für den Makroorganismus wird damit nicht nur Abfall entsorgt, sondern es werden anderen, potentiell schädlichen Bakterien Nährstoffe entzogen, so dass diese sich nicht ansiedeln können. In diesem Zusammenhang wird auch von einer Kolonisationsresistenz gesprochen. Auch andere Stoffwechselprozesse werden von Bakterien geleistet, so zum Beispiel die Produktion von Vitamin K. Ein Wirt und sein Mikrobiom werden als Gemeinschaft auch als Holobionten bezeichnet.

## Mikrobielle Gemeinschaften in Makroorganismen
Die den Makroorganismus oder ein anderes Ökosystem bewohnenden Mikroorganismen interagieren nicht nur mit ihrem Wirt, sondern auch untereinander und beeinflussen sich damit gegenseitig. Sie wirken damit auf Fitness anderer Mikroben und deren Populationsgrößen ein, denn letztlich besteht Konkurrenz um endliche Ressourcen. Stattfindende Auswirkungen können in negative, neutrale und positive Effekte eingeteilt werden. Als negative Effekte können Parasitismus und Antagonismus genannt werden, positive Effekte sind Mutualismus und Synergismus. Genetische Informationen untergegangener Mikroorganismen werden von anderen (auch Artfremden) aufgenommen und treiben so Diversität an. Auch können sie sich in Biofilmen organisieren und neben Quorum sensing andere Kommunikationsmöglichkeiten nutzen – auch dies über Speziesgrenzen hinweg.

## Mikrobiom des Menschen
Das Mikrobiom des Menschen besteht aus Bakterien (Einzellern) und Pilzen (das sind meist kleinere Zellverbände). Es umfasst nach heutigen Schätzungen etwa 39 Billionen dieser Mikroorganismen; das liegt in der Größenordnung der Zellzahl eines erwachsenen „Standardmenschen“ (30 Billionen). Die meisten dieser Mikroorganismen leben im Darmtrakt (Darmflora). Daneben sind aber auch die Hautoberfläche (Hautflora) und die Schleimhaut aller Höhlungen des menschlichen Körpers, die mit der Außenwelt direkt oder indirekt in Verbindung stehen, besiedelt, wie Mundhöhle, Nasenhöhle, Nasennebenhöhlen, Paukenhöhlen, Scheide u. a. Sogar im Pankreasgang, der in den Zwölffingerdarm mündet, wurden Pilze nachgewiesen. Auf Schleimhäuten bilden Bakterien häufig Kolonien in Form von Biofilmen. Gewisse Pilze neigen zur Ausbildung von geflechtartigen Strukturen.
Haut und Schleimhäute bilden eine natürliche Barriere, bei deren Verletzung oder Schädigung auch Keime des Mikrobioms in Gewebe des menschlichen Körpers oder sogar in die Blutbahn eindringen und Krankheiten auslösen können. Eine ähnliche Gefährdungslage entsteht bei einer Abschwächung des menschlichen Immunsystems durch Medikamente, die einer Transplantatabstoßung entgegenwirken sollen.
Viele Mikroorganismen des Mikrobioms sind nur Kommensalen. Bei anderen hat sich im Verlauf der Evolution durch Langzeitanpassung eine symbiotische Beziehung zu ihrem Wirt, dem Menschen, entwickelt. Voraussetzungen dafür sind komplexe und vielschichtige Beziehungen auf der Ebene von Stoffwechselprozessen, die sich in regulatorischen, intrazellulären und molekulargenetischen Ebenen abbilden.
Die Bezeichnung „Mikrobiom“ wurde entgegen landläufiger Meinung nicht erst von Joshua Lederberg geprägt, jedoch popularisiert. Der Begriff des Mikrobioms wurde schon deutlich früher von verschiedenen Forschern gebraucht und definiert. Nach Beendigung des Humangenomprojekts behauptete Lederberg, dass auch die den Menschen besiedelnden Mikroorganismen berücksichtigt werden müssen, da sie Teil des menschlichen Stoffwechselsystems sind und maßgeblichen Einfluss auf den Menschen haben. Dem Darmmikrobiom etwa werden neben der Verwertung der aufgenommenen Nahrung viele weitere wichtige Funktionen zugeschrieben, darunter die Synthese lebenswichtiger Vitamine wie B1 oder B2, die Produktion kurzkettiger Fettsäuren wie Essigsäure (Acetat-Anion) und Buttersäure (Butyrat-Anion), die als Energiequelle für die Darmschleimhautzellen dienen und das Darmmilieu mitbestimmen, die Förderung der Darmperistaltik über kurzkettige Fettsäuren, die Bekämpfung von Entzündungen, die Entgiftung von Fremdstoffen, die Unterstützung der Verdauung durch den Abbau schwer verdaulicher Nahrungsbestandteile (Ballaststoffe), die Verdrängung von Krankheitserregern und mehr.
Die Zusammensetzung des Mikrobioms ändert sich mit dem Alter. Bei Neugeborenen ist die Vielfalt (Biodiversität) am geringsten, steigt dann mit der Einführung fester Nahrung an und stabilisiert sich etwa im Alter von 2–3 Jahren. Im höheren Alter nimmt die Vielfalt wieder ab. Eine geringere Vielfalt im Darmmikrobiom wird oft mit verschiedenen chronischen Krankheiten in Verbindung gebracht, wobei die genaue Ursache oft noch unklar ist.
Der Verzehr von Obst und Gemüse, insbesondere in roher Form, kann sich positiv auf die Vielfalt des Darmmikrobioms auswirken. Zwillingsstudien führten zu der Erkenntnis, dass die Zusammensetzung des Darmmikrobioms nicht nur von Umweltfaktoren (Ernährung, Medikamentengabe u. a.) abhängt, sondern auch durch genetische Faktoren mitbestimmt wird. Kürzlich wurde gezeigt, dass ein Zusammenhang zwischen der Blutgruppe und den Komponenten des Darmmikrobioms besteht.
Wo die Zusammensetzung des Mikrobioms von den Genen abhängt, sind der therapeutischen Beeinflussbarkeit von Krankheiten mittels Ernährungsumstellung oder Medikamentengabe natürliche Grenzen gesetzt. Falls jedoch das Mikrobiom nach Antibiotikagabe durch pathogene Keime wie z. B. Clostridioides difficile überwuchert wurde, hat sich für die Wiederherstellung einer natürlichen Darmbesiedlung eine Stuhltransplantation als erfolgreich erwiesen. Zudem gibt es Hinweise, dass das Darmmikrobiom sich auf den Verlauf medizinischer Therapien, wie zum Beispiel einer Stammzelltransplantation, auswirkt.

## Mikrobiom von Tieren
Prinzipiell funktionieren Mikrobiome in Tieren (gefangen oder frei) analog zu denen in Menschen. Jedoch vermitteln sie viele essentielle Prozesse, die bei Menschen nicht vorkommen, wie zum Beispiel erfolgreichen Winterschlaf. Viele Zusammenhänge von Gesundheit und Krankheit von Tieren sind an deren Mikrobiome geknüpft, beispielhaft können hier Darmfunktion und das Funktionieren von Immunsystemen, inklusive eines immunologischen Gedächtnisses genannt werden.

## Mikrobiom von Pflanzen
Auch Pflanzen besitzen ein Mikrobiom, werden also von Kleinstlebewesen besiedelt. Diese Mikroorganismen – etwa zu finden in den Pflanzenwurzeln oder Pflanzensamen – haben Einfluss auf Entwicklung, Wachstum und Gesundheit der Pflanzen. Seit langem bekannt ist die Rolle von Knöllchenbakterien, die eine Symbiose mit Hülsenfrüchtlern eingehen, indem sie die Pflanze mit Stickstoff versorgen und von ihr dafür Zucker erhalten. Die Erforschung und die Optimierung des Mikrobioms von Nutzpflanzen sollen langfristig den Einsatz von Düngern und Pflanzenschutzmitteln reduzieren und Ertragssteigerungen bewirken. Das Mikrobiom von Lebensmitteln und Nutzpflanzen wirkt sich auch auf die Gesundheit und das Mikrobiom von Menschen und Tieren aus. Hygienemaßnahmen wie Desinfektion und Sterilisationsverfahren zerstören oder verändern das Mikrobiom, manche Mikroorganismen gelten dadurch als ausgerottet. Daraus können sich Änderungen im Mikrobiom übergeordneter Lebewesen ergeben, wie beispielsweise beim Menschen, wo das vermehrte Auftreten von Zivilisationserkrankungen wie Allergieneigung, Asthma oder Reizdarm unter anderem darauf zurückgeführt wird.

## Mikrobiom in Wasser / Gewässern
Abgesehen von frisch sterilisiertem Wasser, hat fast jede Form von Wasser ein Mikrobiom, auch salzhaltige Gewässer wie beispielsweise die Ostsee und auch Trinkwasser. Die Notwendigkeit zur Mitbeachtung des Wassermikrobioms im Rahmen des Umweltschutzes bzw. des One-Health-Gedankens ist erkannt worden. Es existieren bereits Unternehmen, die sich auf die Analyse von Wasser und Gewässern spezialisiert haben.

## Mikrobiom und Wetter / Klima
Der Klimawandel hat Auswirkungen auf die menschliche Gesundheit, u. a. da sowohl Darm- als auch Bodenmikrobiome sich verändern. Aber auch andere Effekte sind bekannt, so zum Beispiel, dass Mikroflora Vorkommen und Menge von sogenannten Treibhausgasen beeinflussen. Es gibt ernsthafte Pläne diesen Fakt für den Klimaschutz auszunutzen.

## Forschung
Das Mikrobiom des Menschen ist Teil intensiver Forschung und noch nicht umfassend verstanden. Die Hochdurchsatz-Gensequenzierung ermöglicht es, komplexe ökologische Studien durchzuführen. Herausforderungen in der durch den technischen Fortschritt geprägten Forschung sind die Datenauswertung und deren Interpretation.
Im Dezember 2007 wurde in den USA durch die NIH ein wissenschaftliches Projekt namens Human Microbiome Project zur Sequenzierung aller Genome der Mikroorganismen, die den Menschen besiedeln, ins Leben gerufen. Der Untersuchung liegen Stichproben aus Mund, Rachen und Nase, aus der Haut, dem Verdauungstrakt und dem Urogenitaltrakt von Frauen zugrunde. Es wurde eine kostenlose Datenbank eingerichtet, um die Zusammenarbeit zwischen den Gruppen zu erleichtern.
Mittlerweile werden auch separate Mikrobiome betrachtet, die jeweils nur einen Teil des menschlichen Körpers umfassen (Mundraum, Hautoberfläche). Beispielsweise wurde Anfang 2008 das Mund-Mikrobiom vom National Institute of Dental and Craniofacial Research (NIDCR) in Zusammenarbeit mit Forschern aus anderen Ländern in Angriff genommen. Es umfasst bereits 600 Mikroorganismen. Die Forscher ordnen diese Mikroorganismen allmählich in einem Stammbaum an, was durch die Sequenzierung der 16S-rRNA ermöglicht wurde. Damit erhoffen sie sich ein besseres Verständnis ihrer Bedeutung bei der Entstehung der Karies oder verschiedenen Störungen der Verdauung. Zudem gibt es Forschungsprojekte, in denen das orale Mikrobiom von homininen Fossilien rekonstruiert wird.
Es besteht eine enge Wechselwirkung zwischen dem intestinalen Mikrobiom (Darmflora)  und den Nährstoffsensoren auf der Darmoberfläche, die entweder direkt oder indirekt sein kann. Über die Kommunikation der "Darm-Hirn-Achse" werden diese Signale über den Vagusnerv, das periphere Kreislaufsystem oder das Immunsystem an das zentrale Nervensystem weitergeleitet und beeinflussen so den Appetit des Wirts. Die Bildung dieser „Mikrobiota-Darm-Gehirn“-Achse verdeutlicht die entscheidende Rolle der Darmflora bei der Appetitregulation. Die regulierenden Signale des Appetits beruhen in erster Linie auf Appetithormonen z.B Ghrelin und mikrobiellen Metaboliten wie kurzkettigen Fettsäuren.

## Industrielle Nutzung
Die industrielle Nutzung mikrobieller Konsortien hat in der Geschichte der Menschheit eine lange Tradition. So haben bereits die Römer Essig mittels Fermentation aus Wein oder Fruchtsaft hergestellt. Auch Nahrungsmittel und Getränke wie Kefyr und Kombucha werden mithilfe mikrobieller Konsortien hergestellt. Innerhalb der 2010er Jahre wurden Nutzbarkeiten in größerem Stil erkannt und dies auch für Anwendungen wie man sie vorher nicht erdacht hatte. Es entwickelt sich ein Wissenschaftszweig, das sogenannte Microbiome-Engineering. Mit daraus erzielten Ergebnissen, sollen Menschen, Tiere, Pflanzen und auch Böden im Rahmen von Landwirtschaft, profitieren können. Auch bestehen Bestreben fossile Brennstoffe abzulösen, und Treib- und Brennstoffe mittels mikrobieller Konsortien (industrieller Mikrobiome) zu erzeugen.

## Therapeutische Nutzung
Es konnten bereits mannigfaltige Anwendungsmöglichkeiten gezeigt werden, wie in Mikrobiome eingegriffen werden kann, um therapeutische Effekte für Menschen und Tiere zu erzielen. So konnte in Katzen mittels Applikation von Bacillus die Häufigkeit von Diarrhoe vermindert werden. Mittels Lactobacillus acidophilus und Lactobacillus reuteri konnte die Virulenz (Ausmaß der potentiellen Schädlichkeit) von enterohämorrhagischen Escherichia coli-Stämmen (EHEC) gemindert werden. Eine andere Studie hat gezeigt, dass unter Umständen die Gabe von Antibiotika bei Infektionen zum Beispiel mit Shigellen (Auslöser der Bakterienruhr) vermieden werden kann, wenn die Produktion kurzkettiger Fettsäuren durch das Darmmikrobiom angeregt wird. Nicht zuletzt konnte überzeugend dargestellt werden, dass die Zusammensetzung von Darmflora Übergewicht in Tieren und Menschen wesentlich beeinflussen kann.

### Populärwissenschaftlich
- Sebastian Jutzi: Der bewohnte Mensch: Darm, Haut, Psyche; besser leben mit Mikroben (= Heyne. Band 60307). Heyne, München 2014, ISBN 978-3-453-60307-3.
- Hanno Charisius & Richard Friebe: Bund fürs Leben. Warum Bakterien unsere Freunde sind. Hanser, München 2014, ISBN 978-3-446-43879-8.
- Bernhard Kegel: Die Herrscher der Welt: wie Mikroben unser Leben bestimmen. DuMont, Köln 2015, ISBN 978-3-8321-9773-5.

## Dokumentarfilme
- Unser Bauch – Die wunderbare Welt des Mikrobioms. Regie: Thierry de Lestrade und Sylvie Gilman, ARTE F, 2019.
- Mikrobiome – Die große Rolle der kleinen Lebewesen. Regie: Camillo Meinhart, Biofaction/AIT. AT, 2023.